# Nimbacinus
Nimbacinus — рід вимерлих сумчастих ссавців родини Тилацинових (Thylacinidae). «Nimba» — слово корінного австралійського народу Ван'ї з областей Ріверслі, перекладається «малий», грец. kynos — «пес». Рід вміщує два види вимерлих тварин: Nimbacinus dicksoni і Nimbacinus richi, щоправда відокремлений статус другого з них ще обговорюється.